# 幻の結婚式
『幻の結婚式』（まぼろしのけっこんしき）は、1985年にテレビ朝日系「土曜ワイド劇場」で放送されたテレビドラマ。主演は篠ひろ子。視聴率は22.6%。

## キャスト
- 冴子（健二の婚約者） - 篠ひろ子
- 吉原京子（光夫の婚約者） - 大場久美子
- 高梨光夫（高梨家の三男） - 三ツ木清隆
- 高梨健二（高梨家の次男） - 佐藤仁哉
- 久美子（悟の婚約者） - 黒田福美
- 高梨悟（高梨家の長男） - 佐野守
- 田島達也（冴子の元恋人） - 谷岡弘規
- 医師 - 加島潤
- 科捜研 - 渡辺紀行
- 高梨文江（高梨兄弟の母） - 久慈あさみ
- 田島達也の実家夫婦の娘 - 遊佐なつ美
- 吉原京子の母 - 加藤和恵
- 工務店の従業員 - 住吉正博
- 田島達也の実家夫婦 - 石山雄大、橘雪子
- 村瀬春彦（高梨兄弟の叔父） - 横内正
- 山田（南署刑事） - 沖雅也
- 桑野通子、小森英明、山本竜二、中島茂樹、日野優、高橋良三、渡辺一彦

## スタッフ
- 原作 - 小林久三『祟りの家』
- 脚本 - 池田雄一
- 監督 - 広瀬襄
- 音楽 - 鳥塚しげき
- プロデューサー - 江夏浩一、宇都宮恭三
- 制作 - テレビ朝日、松竹